# Кораловий аспід МакКлеланда
Кораловий аспід МакКлеланда (Sinomicrurus macclellandi) — отруйна змія з роду Східний кораловий аспід родини аспідових. Має 4 підвиди.

## Опис
Загальна довжина коливається від 62 до 78 см, з яких хвіст має 1/11. Спостерігається статевий диморфізм — самиці більші за самців. Луска гладенька, розташована у 13 поздовжніх рядків. Число губних щитків дорівнює 7, число передочних — 1, число заочних — 2, 2 скроневих щитка знаходяться один позаду іншого.
Забарвлення спини червонувато—бура з 40 правильно розташованими на рівних відстанях чорними поперечними смужками або повними кільцями з білою облямовкою. Черево жовтого кольору з чорними поперечними смужками або квадратними плямами. Від очей до потилиці проходить широка біла смуга.

## Спосіб життя
Полюбляє лісову та гірську місцини. Зустрічається на висоті 1000–2000 м над рівнем моря. Значну частину життя проводить біля дерев або лісовій підстилці. Активний вночі. Харчується ящірками та зміями.
Це яйцекладна змія. Самиця відкладає від 4 до 14 яєць.

## Отруйність
Отрута досить потужна, містить нейротоксини. Відомі декілька випадків загибелі людини від укусу цієї змії.

## Розповсюдження
Мешкає у Непалі, штатах Індії: Сіккім, Ассам, Дарджілінг, Аруначал-Прадеш. Часто трапляється також у М'янмі, Таїланді, В'єтнамі, південному Китаї, на о. Тайвань, Рюкю (Японія).

## Підвиди
- Sinomicrurus macclellandi macclellandi
- Sinomicrurus macclellandi iwasakii
- Sinomicrurus macclellandi swinhoei
- Sinomicrurus macclellandi univirgatus